# 1872 w polityce

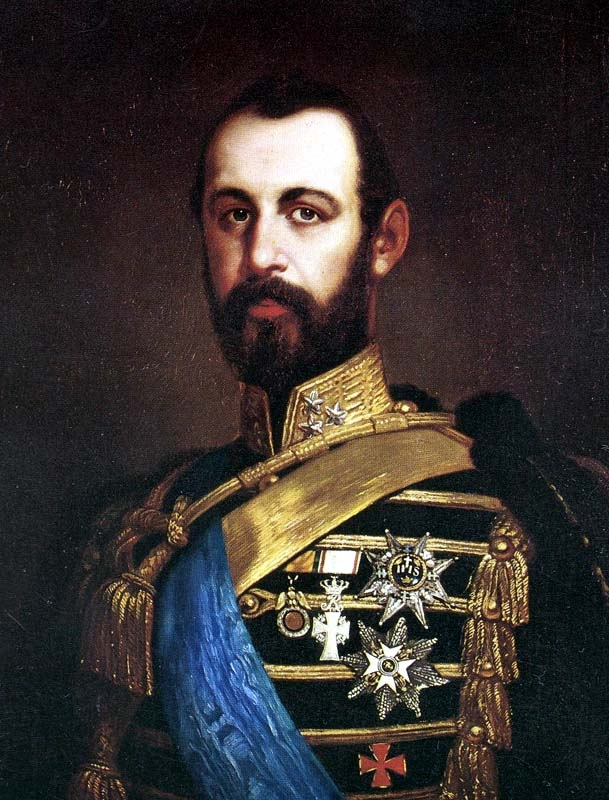
Karol XV

Wydarzenia polityczne w 1872 roku.

## Wydarzenia
- 18 września — Oskar II został królem Szwecji i Norwegii[1].

## Urodzili się
- 6 października — Carl Gustaf Ekman, szwedzki polityk, premier[2].

## Zmarli
- 7 lutego — Martin John Spalding, prymas Stanów Zjednoczonych[3].
- 4 czerwca — Johan Rudolph Thorbecke, premier Holandii[4].
- 18 września — Karol XV, król Szwecji i Norwegii[5].
- 10 października — William H. Seward, amerykański prawnik i polityk[6].